# Ich komme
«Ich komme» (укр. Я йду) — пісня фінської співачки Еріки Вікман, з якою вона представлятиме Фінляндію на Пісенному конкурсі Євробачення 2025 в Базелі, Швейцарія після перемоги на Uuden Musiikin Kilpailu 2025.

## Пісенний конкурс Євробачення 2025
28 січня 2025 року відбулося жеребкування, яке визначило, у якому з півфіналів Євробачення змагатиметься кожна країна. За результатами жеребкування Фінляндія потрапила до другого півфіналу, який відбудеться 15 травня 2025 року на арені Санкт-Якобсгалле в Базелі, Швейцарія. Порядкові номери виступів країн будуть визначені пізніше.